# 23. ceremonia wręczenia Złotych Globów
23. ceremonia wręczenia Złotych Globów odbyła się 28 lutego 1966 roku.

## Laureaci i nominowani
Laureaci nagród wyróżnieni są wytłuszczeniem

### Produkcje filmowe

#### Najlepszy film dramatyczny
- Doktor Żywago
- Kolekcjoner
- Start Feniksa
- W cieniu dobrego drzewa
- Statek szaleńców

#### Najlepszy film komediowy lub musical
- Dźwięki muzyki
- Kasia Ballou
- Wielki wyścig
- Ci wspaniali mężczyźni w swych latających maszynach
- Tysiąc klownów

#### Najlepszy aktor w filmie dramatycznym
- Omar Sharif - Doktor Żywago
- Rex Harrison – Agonia i ekstaza
- Sidney Poitier - W cieniu dobrego drzewa
- Rod Steiger - The Pawnbroker
- Oskar Werner - Statek szaleńców

#### Najlepszy aktor w filmie komediowym lub musicalu
- Lee Marvin - Kasia Ballou
- Jack Lemmon - Wielki wyścig
- Jerry Lewis - Boeing Boeing
- Jason Robards - Tysiąc klownów
- Alberto Sordi - Ci wspaniali mężczyźni w swych latających maszynach

#### Najlepsza aktorka w filmie dramatycznym
- Samantha Eggar - Kolekcjoner
- Julie Christie - Darling
- Elizabeth Hartman - W cieniu dobrego drzewa
- Simone Signoret - Statek szaleńców
- Maggie Smith - Otello

#### Najlepsza aktorka w filmie komediowym lub musicalu
- Julie Andrews - Dźwięki muzyki
- Jane Fonda - Kasia Ballou
- Barbara Harris - Tysiąc klownów
- Rita Tushingham - Sposób na kobiety
- Natalie Wood - Ciemna strona sławy

#### Najlepszy drugoplanowy aktor
- Oskar Werner - Ze śmiertelnego zimna
- Red Buttons - Harlow
- Frank Finlay - Otello
- Hardy Krüger - Start Feniksa
- Telly Savalas - Bitwa o Ardeny

#### Najlepsza drugoplanowa aktorka
- Ruth Gordon - Ciemna strona sławy
- Joan Blondell - Cincinnati Kid
- Joyce Redman - Otello
- Thelma Ritter - Boeing Boeing
- Peggy Wood - Dźwięki muzyki

#### Najlepszy reżyser
- David Lean - Doktor Żywago
- Guy Green - W cieniu dobrego drzewa
- John Schlesinger - Darling
- Robert Wise - Dźwięki muzyki
- William Wyler - Kolekcjoner

#### Najlepszy scenariusz
- Robert Bolt - Doktor Żywago
- Philip Dunne - Agonia i ekstaza
- John Kohn i Stanley Mann - Kolekcjoner
- Guy Green - W cieniu dobrego drzewa
- Stirling Silliphant - Wątła nić

#### Najlepszy film zagraniczny (w języku angielskim)
- Darling
- Sposób na kobiety
- The Leather Boys
- Ninety Degrees in the Shade
- Otello

#### Najlepszy film zagraniczny (w języku obcym)
- Giulietta i duchy  (Włochy)
- Tarahumara (Cada vez más lejos)  (Meksyk)
- La Ronde  (Francja)
- Rudobrody  (Japonia)
- Parasolki z Cherbourga  (Francja)

#### Najlepsza muzyka
- Doktor Żywago - Maurice Jarre
- Bitwa o Ardeny - Benjamin Frankel
- Wielki wyścig - Henry Mancini
- The Sandpiper - Johnny Mandel
- The Yellow Rolls-Royce - Riz Ortolani

#### Najlepsza piosenka
- „Forget Domani” z filmu The Yellow Rolls-Royce
- „Ballad of Cat Ballou” z filmu Kasia Ballou
- „The Shadow of Your Smile” z filmu The Sandpiper
- „The Sweetheart Tree” z filmu Wielki wyścig
- „That Funny Feeling” z filmu That Funny Feeling

#### Nagroda im. Cecila B. DeMille’a
- John Wayne